# Clipper Autocar Company
Clipper Autocar Company war ein US-amerikanischer Hersteller von Automobilen.

## Unternehmensgeschichte
Elmer Pratt gründete 1902 das Unternehmen in Grand Rapids in Michigan. Dazu übernahm er die Michigan Automobile Company aus der gleichen Stadt. Er setzte die Produktion von Automobilen fort, die er als Clipper vermarktete. Im gleichen Jahr endete die Produktion. Insgesamt entstanden nur wenige Fahrzeuge.

## Fahrzeuge
Im Angebot standen Dampfwagen. 	